# Fernando Pessoa
Fernando António Nogueira Pessoa (Lisboa, 13 de junio de 1888-ibidem, 30 de noviembre de 1935), conocido como Fernando Pessoa, fue un poeta, escritor, crítico literario, dramaturgo, ensayista, traductor, editor y filósofo portugués, descrito como una de las figuras literarias más importantes del siglo XX y uno de los grandes poetas en lengua portuguesa. También tradujo y escribió en inglés y francés.
Se le ha llamado el poeta portugués más universal. Por haber sido educado en Sudáfrica, en una escuela católica irlandesa de Durban, llegó a tener más familiaridad con el idioma inglés que con el portugués, escribiendo en tal idioma sus primeros poemas. El crítico literario Harold Bloom consideró a Pessoa como «Whitman renacido», y lo incluyó entre los 26 mejores escritores de la civilización occidental, no solo de la literatura portuguesa sino de la inglesa también. De las cuatro obras que publicó en vida, tres son en lengua inglesa y solo una en portugués, titulada Mensagem. Pessoa tradujo varias obras del inglés al portugués (p. ej., de Shakespeare o Edgar Allan Poe), y del portugués (en particular, de António Botto y José de Almada Negreiros) al inglés y al francés.
Pessoa fue un escritor prolífico, y no solo bajo su propio nombre, pues creó aproximadamente otros setenta y cinco, de los cuales destacan los de Alberto Caeiro, Alexander Search, Álvaro de Campos, Bernardo Soares y Ricardo Reis. No los llamaba pseudónimos, pues creía que esta palabra no captaba su verdadera vida intelectual independiente, y en cambio los llamó sus heterónimos. Estas figuras imaginarias a veces mostraban posturas impopulares o extremas. El poeta estadounidense Robert Hass ha dicho al respecto que: «otros modernistas como Yeats, Pound o Elliot inventaban máscaras a través de las cuales hablaban ocasionalmente... Pessoa inventaba poetas enteros». Buscó también inspiraciones en las obras de los poetas William Wordsworth, James Joyce y Walt Whitman.

## Biografía
Si después de morirme quisieran escribir mi biografía
no hay nada más sencillo.
Tiene sólo dos fechas
la de mi nacimiento y la de mi muerte. 
Entre una y otra todos los días son míos.
Fernando Pessoa/Alberto Caeiro; Poemas Inconjuntos; Escrito entre 1913-15;Publicado en Atena nº 5, febrero de 1925

### Juventud en Durban

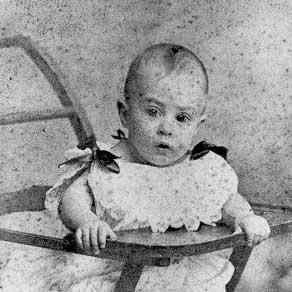
Con algunos meses.

Fernando Pessoa nació el 13 de junio de 1888 en la capital portuguesa, hijo de Joaquim de Seabra Pessoa, de 38 años, funcionario público del Ministerio de Justicia, y crítico musical del periódico Diário de Notícias, y natural de Lisboa. Su madre, de 26 años, fue Maria Magdalena Pinheiro Nogueira, natural de Isla Terceira (Azores). Vivían con ellos su abuela Dionísia, enferma mental, y dos criadas ancianas, Joana y Emília.
Fue bautizado el 21 de julio en la Iglesia de los Mártires, en el Chiado. Los padrinos fueron su tía Anica (Ana Luísa Pinheiro Nogueira, tía materna) y el general Chaby. El nombre de pila, Fernando António, se encontraba relacionado con San Antonio, del cual su familia reclamaba el linaje con Fernando de Bulhões, nombre de pila de San Antonio, cuyo día tradicionalmente consagrado en Lisboa es el 13 de junio, día en que Fernando Pessoa nació.

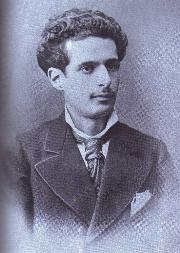
Joaquim de Seabra Pessoa, su padre.

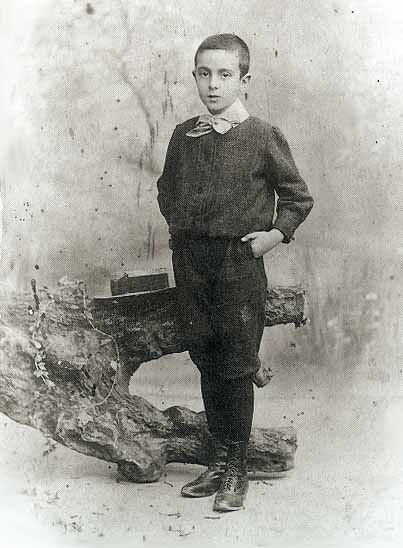
En Durban, en 1898.

Varios hechos marcaron su infancia. Su padre muere a las cinco de la mañana de un 24 de julio, con 43 años, víctima de la tuberculosis. El fallecimiento es notificado por el Diário de Notícias del día. Joaquim de Seabra Pessoa dejó mujer y dos hijos, Fernando con solamente cinco años y su hermano Jorge, que fallecería al año siguiente sin cumplir un año. La madre se ve obligada a subastar parte de los muebles y la familia se muda a una casa más modesta, en el tercer piso del n.º 104 de la calle de São Marçal. Es también en ese período en el que surge su primer pseudónimo, Chevalier de Pas, hecho relatado por él mismo a Adolfo Casais Monteiro, en una carta del 13 de enero de 1935, en la que habla extensamente sobre el origen de los heterónimos. Ese mismo año crea su primer poema, un poema corto con el epígrafe infantil de A mi querida mamá. Su madre se casa por poderes en segundas nupcias en 1895, en la Iglesia de São Mamede de Lisboa con el comandante João Miguel Rosa, cónsul de Portugal en Durban, a quien había conocido hacía un año. En África Pessoa demostraría desde muy pronto sus habilidades para la literatura. 

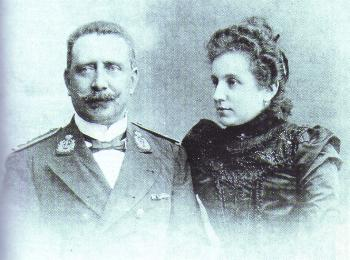
El padrastro y la madre

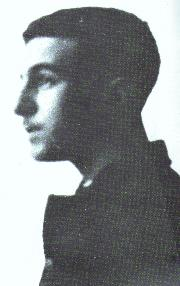
Últimos años en Durban

Por causa de esa boda se mudan a Durban (República de Sudáfrica, entonces colonia británica de Natal) junto a un tío abuelo, Manuel Gualdino da Cunha, en la que pasa la mayor parte de su juventud. Viajan en el navío portugués Funchal hasta Madeira y después en el paquebote inglés Hawarden Castle hasta el Cabo de Buena Esperanza. Teniendo que compartir la atención de la madre con los demás hijos del padrastro, Pessoa se aísla, lo que le permite tener momentos de introspección. En Durban recibe una educación británica, lo que le proporciona un profundo contacto con la lengua inglesa. Sus primeros textos y estudios están redactados en ese idioma. Mantiene contacto con la literatura inglesa a través de autores como Shakespeare, Edgar Allan Poe, John Milton, Lord Byron, John Keats, Percy Shelley, Alfred Tennyson, entre otros. El inglés le permitiría trabajar como correspondiente de comercio en Lisboa, además de emplear el idioma en alguno de sus escritos y de traducir trabajos de poetas ingleses, como El Cuervo y Annabel Lee, de Edgar Allan Poe. De hecho, con excepción de Mensagem, los únicos libros publicados en vida por Fernando Pessoa fueron las colecciones de poemas en inglés: Antinous e 35 Sonnets y English Poems I - II e III, escritos entre 1918 y 1921.[cita requerida]
Cursa la primaria en la escuela de monjas irlandesas de West Street, donde realiza su primera comunión y recorre en tres años el equivalente a cinco cursos. En 1899 ingresa en la Durban High School, donde permanecerá durante tres años y será uno de los primeros alumnos de su promoción, y más adelante creará el heterónimo Alexander Search, con el cual se envía cartas a sí mismo. En el año 1901 aprueba con distinción su primer examen de la Cape School High Examination y escribe sus primeros versos en inglés. En ese mismo año muere Henriqueta, su hermana, con dos años. En 1901 parte de vacaciones con su familia a Portugal. En el barco en el que viajan (el paquebote König) va el cuerpo de su hermana fallecida. En Lisboa vive con la familia en Pedrouços y después en la Avenida de D. Carlos I, n.º. 109, 3º. izquierda. En la capital portuguesa nace João Maria, cuarto hijo del segundo matrimonio de la madre de Fernando Pessoa. Viajan todos a Isla Terceira, en las Azores, donde vive la familia materna. Parten también a Tavira donde se detienen para visitar a los parientes paternos. En esa época escribe el poema Cuando ella pasa. 
Fernando Pessoa permaneció en Lisboa cuando el resto de la familia se traslada de nuevo a Durban: la madre, el padrastro, los hermanos y la criada Paciência que había venido con ellos. Regresa solo a África en el vapor Herzog. En esa época intenta escribir novelas en inglés y se matricula en la Commercial School. Estudia allí por la noche, mientras por el día se dedica a disciplinas humanísticas. En 1903, se presenta a las pruebas de ingreso para la Universidad del Cabo de Buena Esperanza. En el examen de admisión no obtiene una buena clasificación, pero obtiene la mejor entre los 899 candidatos en el ensayo de estilo inglés. Recibe por eso el Queen Victoria Memorial Prize («Premio Reina Victoria»). Un año después nuevamente se matricula en la Durban High School, donde frecuenta el equivalente a un primer año universitario. Profundiza su cultura leyendo clásicos ingleses y latinos; escribe poesía y prosa en inglés y surgen los heterónimos Charles Robert Anon y H. M. F. Lecher. Nace su hermana María Clara y publica en el periódico del liceo un ensayo crítico titulado Macaulay. Finalmente termina con éxito sus estudios en Sudáfrica tras realizar en la Universidad el «Intermediate Examination in Arts», logrando buenos resultados.[cita requerida]

### Regreso definitivo a Portugal e inicio de su carrera literaria

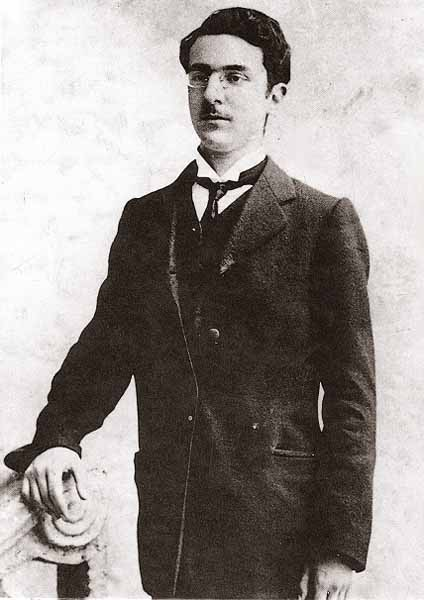
En Lisboa, con 20 años.

Dejando a su familia en Durban, regresó definitivamente a la capital portuguesa, solo, en 1905. Pasa a vivir con su abuela Dionísia y dos tías en la Calle Bela Vista, 17. La madre y el padrastro también regresan a Lisboa durante un periodo de vacaciones de un año durante el cual Pessoa vuelve a vivir con ellos. Continúa la producción de poemas en inglés y en 1906 se matricula en el curso superior de letras, actual Facultad de Letras de la Universidad de Lisboa, que abandona, a causa de una huelga estudiantil, sin siquiera haber terminado el primer año. Es en esta época cuando entra en contacto con importantes escritores de la literatura portuguesa. Se interesa por la obra de Cesário Verde y por los sermones del Padre Antônio Vieira.
En agosto de 1907 muere su abuela Dionísia, dejándole una pequeña herencia. Con ese dinero montó una pequeña tipografía, que rápidamente quebró, en la Calle Conceição da Glória, 38-4.º, con el nombre de «Empresa Íbis — Tipografía Editora — Oficinas a Vapor». A partir de 1908, se dedica a la traducción de correspondencia comercial, un trabajo que se podría denominar como de "corresponsal extranjero". En esa profesión trabajará toda su vida, teniendo una modesta vida pública. En esa oficina conoce a una joven burguesa de 19 años, Ofélia Queiroz, cuando tiene 31 años, y se le declara. Salen juntos durante casi un año y mantienen correspondencia epistolar, pero la relación se ve interrumpida por las extravagancias literarias del poeta, quien a veces firma sus cartas como Álvaro de Campos, a quien Ofelia odia. Poco antes de romper, Pessoa le escribe:

Toda mi vida gira en torno a mi obra literaria, buena o mala, lo que sea, lo que pueda ser. Todos (…) tienen que convencerse de que soy así, de que exigirme sentimientos —que considero muy dignos, dicho sea de paso— de un hombre común y corriente es como exigirme que sea rubio y con los ojos azules.

Inicia su actividad de ensayista y crítico literario con la publicación, en 1912 en la revista «Águia», del artículo La nueva poesía portuguesa sociológicamente considerada, al que seguirán otros.
Empezó a traducir y a escribir para la revista de vanguardia Orpheu (1915), Atena (dirigida por él mismo), Ruy Vaz (a partir de 1924) o Presença (en 1927). 
Su primer libro de poemas, Antinous, apareció en inglés en 1918. En 1926 Pessoa requiere la patente de invención de un Anuario Indicador Sintético, por Nombres y Otras Clasificaciones, Consultable en Cualquier Lengua. En esta época dirige junto con su cuñado la Revista de Comercio y Contabilidad.
Su primera obra en portugués, el poema patriótico Mensagem (Mensaje), única que publicó en vida, no apareció hasta 1934.
Pessoa es internado el día 29 de noviembre de 1935, en el Hospital de São Luís dos Franceses, con el diagnóstico de "cólico hepático" (probablemente una colangitis aguda causada por un cálculo biliar), falleciendo a causa de las complicaciones posiblemente asociadas a una cirrosis provocada por el excesivo consumo de alcohol a lo largo de su vida (a título de curiosidad, se sabe que era fiel al aguardiente de la marca "Águia Real"). El día 30 de noviembre muere a los 47 años. En los últimos momentos de vida pide sus gafas y clama por sus heterónimos.
Su último texto escrito estaba en inglés, idioma en que fuera educado:

I know not what tomorrow will bring
No sé lo que traerá el mañana...

A su funeral asistieron varios de sus amigos literarios y compañeros, el 2 de diciembre su cuerpo fue enterrado al lado de la tumba de su abuela en el Cementerio de los Placeres, dónde permanecería durante más de 50 años.

## La obra pessoana

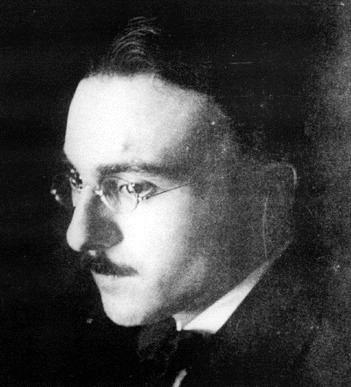
Fernando Pessoa.

Se puede afirmar que la vida de Pessoa estuvo dedicada a crear y que, de tanto crear, creó también otras vidas a través de sus heterónimos: ese fue su principal característica y el principal interés de su personalidad, en apariencia tan pacata. Algunos críticos se preguntan si Pessoa realmente habría revelado su verdadero yo, o si en realidad no será todo un producto de su vasta creación. Al tratar temas subjetivos y usar la heteronimia, Pessoa se convierte en extremadamente enigmático. Ese enigma es el que motiva buena parte de las investigaciones sobre su obra. El poeta y crítico brasileño Frederico Barbosa declara que Fernando Pessoa fue o enigma em pessoa (con el doble significado de el enigma en Pessoa y el enigma en persona). Escribió hasta su mismo lecho de muerte. Tenía un interés esencialmente intelectual, pudiéndose decir que su vida fue una constante divulgación de la lengua portuguesa, y en palabras de su heterónimo Bernardo Soares: Minha pátria é a língua portuguesa («mi patria es la lengua portuguesa»). O también a través de un poema:

Tenho o dever de me fechar em casa no meu espírito e trabalhar quanto possa e em tudo quanto possa, para o progresso da civilização e o alargamento da consciência da humanidade.
Tengo el deber de encerrarme en la casa de mi espíritu y trabajar cuanto pueda y en todo cuanto pueda para el progreso de la civilización y el ensanchamiento de la conciencia de la humanidad.

Parafraseando el lema de la Liga hanseática, Navigare necesse est, vivere non necesse (navegar es necesario, pero vivir no lo es), Pessoa dice en el poema Navegar é Preciso:

Viver não é necessário; o que é necessário é criar.
Vivir no es necesario, lo que es necesario es crear.

Otra interpretación de ese poema indicaría que la navegación es el resultado de la actitud racionalista del mundo occidental: la navegación exigiría "precisión", mientras que la vida quedaría dispensada de tenerla.
Fernando Pessoa es sin duda alguna el poeta portugués más importante del siglo XX. En su poema Autopsicografia, afirmó que el poeta era «un fingidor» de sí mismo y toda su obra se concibe como un «drama en gente» en que dialogan diversas voces o heterónimos, equivalentes a los «apócrifos» de Antonio Machado, que representan diferentes cosmovisiones.
Sobre Fernando Pessoa, el poeta y nobel mexicano de Literatura Octavio Paz dijo que «los poetas no tienen biografía; su obra es una biografía» y que en el caso de Pessoa «nada en su vida es sorprendente, nada excepto sus poemas».[cita requerida] Sin embargo, el poeta y traductor Ángel Crespo, autor de la biografía La vida Plural de Fernando Pessoa, opinaba que "Aunque se haya dicho hace años, y en más de una ocasión, que Fernando Pessoa no tuvo biografía, e incluso se le haya querido definir como "el hombre que nunca existió", lo cierto es que el ininterrumpido avance del conocimiento de su asombroso legado literario inédito ha venido demostrando que sí la tuvo y que fue una de las más secretas, intrigantes y ejemplares de nuestro siglo."
El crítico literario estadounidense Harold Bloom lo consideró en su libro The Western Canon ("El canon occidental") el más representativo poeta del siglo XX, junto al chileno Pablo Neruda.
Con motivo de la conmemoración de su nacimiento en 1988 su cuerpo fue trasladado al Monasterio de los Jerónimos de Belém, confirmando el reconocimiento que no tuvo en vida.

## Obra poética
El poeta es un fingidor.
 Finge tan completamente 
 Que hasta finge que es dolor 
 El dolor que en verdad siente.
Fernando Pessoa/Bernardo Soares; Autopsicografía; Publicado el 1 de abril de 1931. 

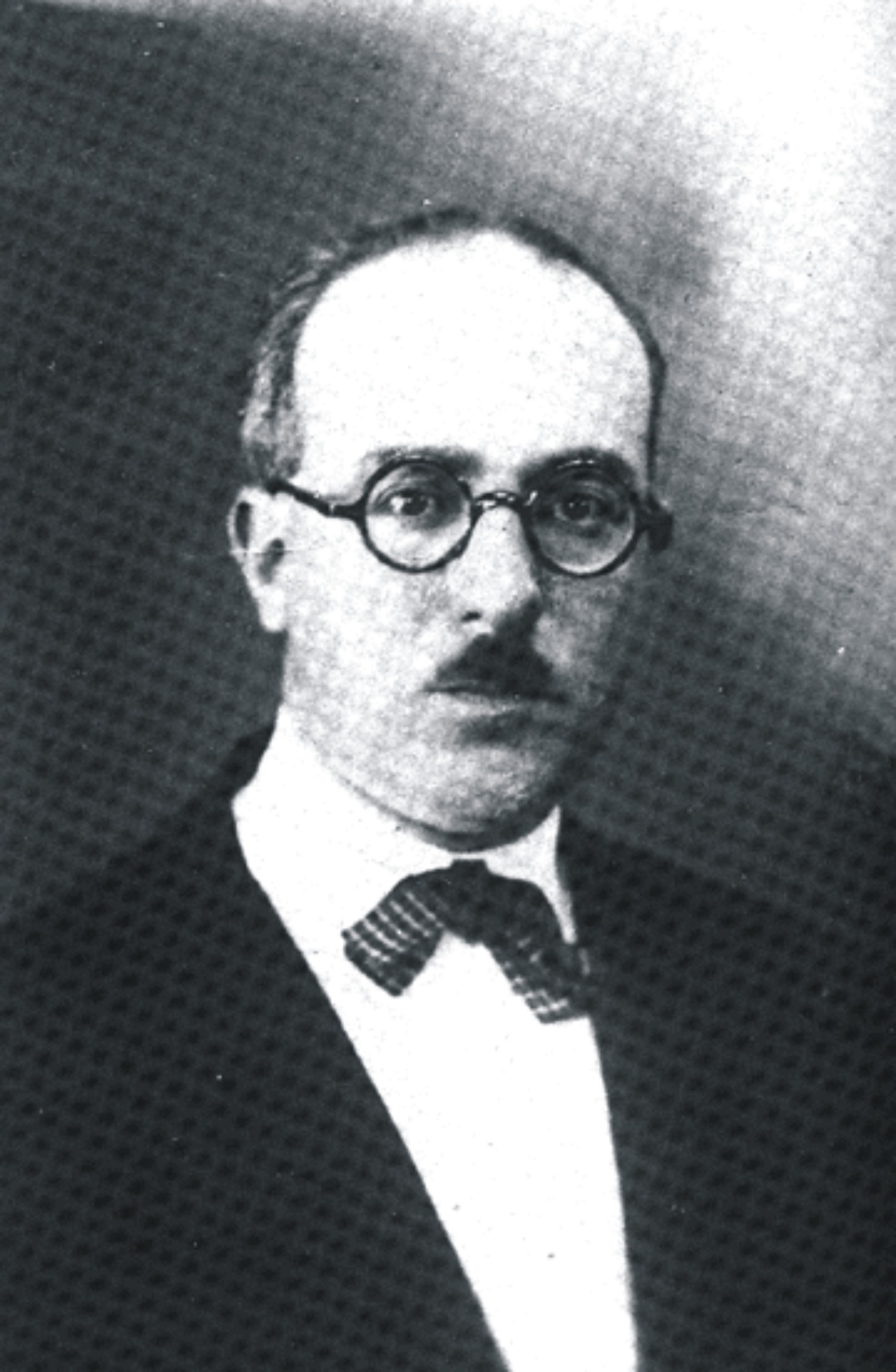
Con 40 años.

Se considera que la gran creación estética de Pessoa fue la invención de los heterónimos, que atraviesa toda su obra. Los heterónimos, a diferencia de los pseudónimos, son personalidades poéticas completas: identidades, que, en principio falsas, se vuelven verdaderas a través de su manifestación artística propia y diversa del autor original. Entre los heterónimos, el mismo Fernando Pessoa pasó a ser llamado ortónimo, ya que era la personalidad original. Con el tiempo, y con la maduración de las demás personalidades, el propio ortónimo se convirtió en un heterónimo más entre otros. Los tres heterónimos más conocidos (y también aquellos con mayor obra poética) fueron Álvaro de Campos, Ricardo Reis y Alberto Caeiro. Un cuarto heterónimo de gran importancia en la obra de Pessoa fue Bernardo Soares, autor del Livro do Desassossego (Libro del desasosiego), una importante obra literaria del siglo XX. Bernardo es considerado un semi-heterónimo por tener muchas semejanzas con Fernando Pessoa y no poseer una personalidad muy característica ni fecha de fallecimiento, al contrario que los otros tres, que tienen fecha de nacimiento y muerte, con excepción de Ricardo Reis (que no tiene fecha de fallecimiento). Por esa razón el escritor y premio Nobel portugués José Saramago pudo escribir su novela «O ano da morte de Ricardo Reis» (El año de la muerte de Ricardo Reis).
A través de los heterónimos Pessoa encauzó una profunda reflexión sobre la relación entre verdad, existencia e identidad. Este último factor tiene una gran importancia en la famosa naturaleza misteriosa del poeta:

Com uma tal falta de gente coexistível, como há hoje, que pode um homem de sensibilidade fazer senão inventar os seus amigos, ou quando menos, os seus companheiros de espírito?
Con una falta tal de gente con la que coexistir, como hay hoy, ¿qué puede un hombre de sensibilidad hacer, sino inventar sus amigos, o cuando menos, sus compañeros de espíritu?

Varios estudiosos de Pessoa intentaron enumerar sus seudónimos, heterónimos, semiheterónimos, personajes de ficción y poetas mediúmnicos. En 1966 la portuguesa Teresa Rita Lopes hizo una primera encuesta, con 18 nombres. Antonio Pina Coelho, también portugués, elevó la lista a 21. La propia Teresa Rita Lopes presentó una encuesta más detallada en 1990, llegando a 72 nombres. En 2009 el holandés Michaël Stoker alcanzó los 83 heterónimos. Más recientemente, el brasileño José Paulo Cavalcanti Filho, con un criterio más amplio, presentó una lista con 127 nombres.

## Ortónimo

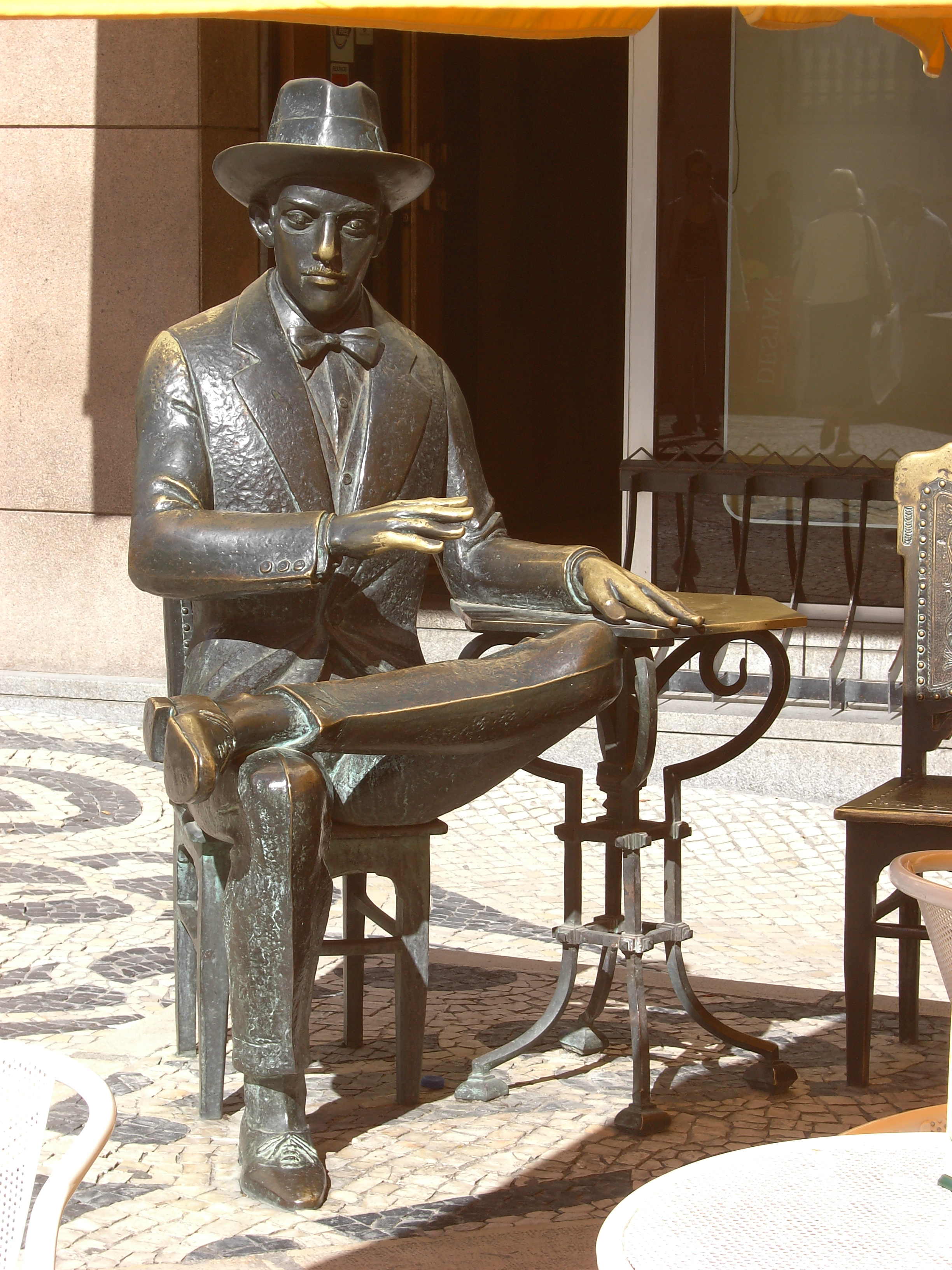
Estatua de Fernando Pessoa, en el café A Brasileira, en el Chiado, Lisboa.

La obra ortónima de Pessoa (es decir, la escrita bajo el nombre propio del escritor que crea heterónimos) pasó por diferentes fases, pero que envuelve básicamente la búsqueda de un cierto patriotismo perdido, a través de una actitud sebastianista reinventada. El ortónimo fue profundamente influenciado, en varios momentos, por doctrinas religiosas como la teosofía y sociedades secretas como la masonería. La poesía resultante tiene un cierto aire mítico, heroico (casi épico, pero no en la acepción habitual del término), y por veces trágico. Es un poeta universal, en la medida en que nos fue dando, incluso con contradicciones, una visión a un mismo tiempo múltiple y unitaria de la vida. Es precisamente en este intento de mirar el mundo de forma múltiple (con un fuerte substrato de filosofía racionalista e incluso de influencia oriental) en donde reside una explicación plausible de la creación de los célebres Alberto Caeiro, Álvaro de Campos y Ricardo Reis o de su semi-heterónimo Bernardo Soares.
La principal obra del llamado "Pessoa elemesmo" (Pessoa-él-mismo) es Mensagem, una colección de poemas sobre los grandes personajes históricos portugueses. El libro fue el único publicado en vida del autor.
El ortónimo es considerado como simbolista y modernista por la evanescencia, la indefinición y la insatisfacción, y por la innovación practicada por entre diversas sendas de formulación del discurso poético (sensacionismo, paulismo, interseccionismo, etc.)

## Heterónimos
Fernando Pessoa tenía 70 heterónimos. De ellos, los más importantes fueron:

### Alberto Caeiro
Caeiro, nacido en Lisboa, fue la mayor parte de su vida un campesino casi sin estudios formales —solo cursó la instrucción primaria—, pero es considerado el maestro entre los heterónimos, incluso por el ortónimo. Muertos su padre y su madre, se quedó en casa de una tía abuela, viviendo de una renta modesta. Murió de tuberculosis. También es conocido como el poeta-filósofo, pero él rechazaba ese título y pregonaba una «no filosofía». Creía que los seres simplemente son, y nada más: se irritaba con la metafísica y cualquier tipo de simbolismo de la vida.
De los principales heterónimos de Fernando Pessoa, Caeiro fue el único que no escribió en prosa. Alegaba que solamente la poesía sería capaz de dar cuenta de la realidad.
Caeiro fue descrito por el propio ortónimo (Fernando Pessoa) como no solamente un pagano, sino como el propio paganismo. Definía el amor verdadero como amor hacia algo o alguien simplemente por ser esa cosa o persona, y no por otros principios externos a ella. Poseía un lenguaje estético directo, concreto y simple, pero aun así bastante complejo desde el punto de vista reflexivo. Su ideario se resume en el verso:

Há metafísica bastante em não pensar em nada.
Hay suficiente metafísica en no pensar nada.

### Álvaro de Campos
Álvaro de Campos se manifiesta, en cierto modo, como una versión hiperbólica del propio Pessoa. De los tres heterónimos es el que se siente más fuerte, su lema es 'sentir todo en todos los sentidos'. «La mejor forma de viajar —escribe— es sentirse». Como tal, su poesía es la más emocionalmente intensa y variada, constantemente haciendo malabares con dos impulsos fundamentales: por un lado, un deseo febril de ser y sentir todo y todos, declarando que «en cada rincón de mi alma se alza un altar a un dios diferente» (aludiendo al deseo de Walt Whitman de «contener multitudes»), por otro, el deseo de un estado de aislamiento y un sentido de la nada.
Como resultado, su estado de ánimo y sus principios variaron entre la exultación violenta y dinámica, ya que él desea ardientemente experimentar la totalidad del universo en sí mismo, en todos los modos posibles (un rasgo particularmente distintivo en este estado es su inclinación futurista, incluida la expresión de gran entusiasmo por el significado de la vida urbana y sus componentes) y un estado de melancolía nostálgica, donde la vida se ve como, esencialmente, vacía.
Una de las preocupaciones constantes del poeta, como parte de su carácter dicotómico, es la de la identidad: no sabe quién es, o mejor dicho, falla en lograr una identidad ideal. Queriendo ser todo, e inevitablemente fallando, se desespera. A diferencia de Caeiro, que no pide nada de la vida, pide demasiado. En su meditación poética 'Tabacaria' pregunta:
¿Cómo voy a saber lo que voy a ser, yo que no sé lo que soy?
¿Ser lo que yo pienso? ¡Pero pienso en ser tantas cosas!

### Ricardo Reis
El heterónimo Ricardo Reis se define como latinista y monárquico. De cierta manera, simboliza la herencia clásica en la literatura occidental, expresada en la simetría, armonía, y un cierto bucolismo, con elementos epicúreos y estoicos. El fin inexorable de todos los seres vivos es una constante en su obra, clásica, depurada y disciplinada.
Según Pessoa, Reis se trasladó a Brasil en protesta por la proclamación de la República en Portugal, y no se sabe el año de su muerte. 
José Saramago, en El año de la muerte de Ricardo Reis continúa, en una perspectiva personal, el universo de este heterónimo. Saramago hace reencontrarse a Fernando Pessoa, ya muerto, con su heterónimo, que sobrevive a su creador.

## La ética amoral de los heterónimos
En las Páginas Íntimas de Autointerpretación, escribe Fernando Pessoa:

Álvaro de Campos não tem sombra de ética; é amoral, se não positivamente imoral [...] A ideia da perda da inocência duma criança de oito anos [...] é-lhe positivamente agradável, pois satisfaz duas sensações muito fortes –a crueldade e a luxúria.
Álvaro de Campos no tiene la más mínima ética; es amoral, si no positivamente inmoral [...] La idea de pérdida de la inocencia de un niño de ocho años [...] le resulta positivamente agradable, pues satisface dos sensaciones muy fuertes –la crueldad y la lujuria.

Esta postura amoral de Campos, que recorre sus poemas sensacionistas-futuristas, es paralela a otras actitudes de semejante tenor en los poemas de Alberto Caeiro y Ricardo Reis. 
Véanse estos versos del maestro Caeiro, en el poema Ayer el predicador de verdades propias: 

Haver injustiça é como haver morte.
 Eu nunca daria um passo para alterar 
 Aquilo a que chamam a injustiça do mundo.
Que haya injusticia es como que haya muerte.
 Yo nunca daría un paso para alterar 
 Aquello que llaman la injusticia del mundo.

A su vez, Ricardo Reis se revela aún más chocante. En la oda Oí contar que otrora, cuando Persia, dos jugadores de ajedrez prosiguen la partida sabiendo que la destrucción y la muerte campan por su ciudad, que el enemigo invadió. Y sentencia este heterónimo epicureísta:

Quando o rei de marfim está em perigo 
 Que importa a carne e o osso 
 Das irmãs e das mães e das crianças? 
 Quando a torre não cobre 
 A retirada da rainha branca, 
 O sangue pouco importa.
Cuando el rey blanco está en peligro 
 ¿qué importan la carne y el hueso 
 de las hermanas, de las madres y los niños? 
 Cuando la torre no cubre 
 la retirada de la reina blanca, 
 la sangre poco importa.

Este aspecto es uno de los que presenta una notoria influencia —o por lo menos, proximidad— con la estética futurista de Marinetti, que, a pesar de todo, Pessoa siempre rechazó. Es también la parcela más visible de una cierta falta de solidaridad social e incluso humana que parece, según muchos críticos, ser común a toda la obra del poeta. Esta tendencia dio argumentos a cierta corriente política que clasifica a Fernando Pessoa como un «autor de derechas».
Sin embargo, otros críticos contraargumentan que es absurdo pretender clasificar un poeta como Pessoa con criterios políticos. Según estos, Pessoa estaba más interesado en un arte puramente estético, para el que las cuestiones políticas, sociales o incluso morales no eran atinentes. Presentan ejemplos que evitan conclusiones simplistas. Al final de su vida Pessoa fue autor de textos (e incluso poemas) que revelan un profundo malestar en relación con António de Oliveira Salazar y a la recién estrenada dictadura del Estado Novo. Hay también poemas del Pessoa ortónimo imbuidos de tal solidaridad —incluso moralismo— que la heteronimia parece tendencialmente negar, como "El niño de su madre" o "Tomamos la ciudad después de un intenso bombardeo".

## Pessoa y el ocultismo
Fernando Pessoa tuvo relaciones con el ocultismo y el misticismo, especialmente con la masonería y los Rosacruces (si bien no se conoce ninguna afiliación concreta a una logia o fraternidad de esas organizaciones), habiendo inclusive defendido públicamente las organizaciones iniciáticas en el "Diário de Lisboa", el 4 de febrero de 1935, contra los ataques por parte de la dictadura del Estado Novo. Su poema críptico más conocido y apreciado entre los esoteristas se titula "En el túmulo de Christian Rosenkreutz". Tenía la costumbre de hacer consultas astrológicas para sí mismo (según consta en su partida de nacimiento, nació a las 15h 20; tenía ascendiente Escorpión y el Sol en Géminis). Realizó más de mil horóscopos.
Cierta vez, leyendo una publicación inglesa del famoso ocultista Aleister Crowley, Fernando encontró errores en el horóscopo y escribió al inglés para corregirlo, puesto que era conocedor y practicante de la astrología, conocimientos que impresionaron a Crowley, quien, aficionado a los viajes, llegó a ir a Portugal para conocer al poeta. Junto con él fue la maga alemana Miss Jaeger, quien se carteó con el poeta utilizando un pseudónimo ocultista. En 1985, la serie documental de TVE, El arte de vivir, rueda y emite el capítulo Fernando Pessoa, geografía del desasosiego sobre los aspectos más esotéricos y humanistas del autor luso, con guion y textos de Carlos Villarrubia. El documental-reelaborado-se emite en diversas cadenas americanas en 1989, dentro de la serie documental Por la ruta de los vientos.

## Curiosidades

### Anécdotas
- En una tarde en que José Régio tenía pensado encontrarse con Pessoa, este apareció, como de costumbre con algunas horas de retraso, declarando ser Álvaro de Campos y disculpando a Pessoa por no haber podido acudir a la cita.
- El poeta trabajaba como corresponsal comercial, en un puesto que hoy podríamos denominar trabajador autónomo. Así podía trabajar dos días a la semana, dejando los restantes para dedicarse a la literatura y al alcohol.
- Cecília Meireles fue a Portugal para dar conferencias en la Universidad de Coímbra y Lisboa, en 1934. Uno de sus grandes deseos era conocer al poeta, de quien era admiradora. A través de una de las oficinas donde trabajaba Pessoa, consiguió comunicarse con él y programar una cita. Ese encuentro fue marcado para el mediodía, pero ella esperó inútilmente hasta las dos de la tarde, sin que Pessoa diera señales de vida. Cansada de esperar, Cecilia volvió al hotel y allí tuvo la sorpresa de encontrar un ejemplar del libro Mensagem y un recado del misterioso poeta, justificando que no compareciera porque consultó los astros y, según su horóscopo “los dos no se encontrarían”. Realmente, no se encontraron, ni hubo más oportunidades para ese encuentro: al año siguiente Pessoa falleció.
- El parte de defunción de Pessoa indica como causa de la muerte "bloqueo intestinal".
- El poeta era conocido por su vida aislada, a tan punto que cuando murió, algunos de sus amigos no se preocuparon por su "desaparición", ya que no les pareció extraño debido a su naturaleza, no se enteraron de su muerte hasta cinco días después, cuando ya había sido velado y enterrado.
- La Universidad Fernando Pessoa (UFP), con sede en Oporto, fue creada en homenaje al poeta.
- Fernando Pessoa fue el primer portugués en figurar en la Pléyade (Collection Bibliothèque de la Pléiade), prestigiosa colección francesa de grandes nombres de la literatura.
- Es significativo que en portugués el apellido Pessoa es común, y significa "persona": los hablantes de portugués perciben ese doble sentido.
- A su vez, como pessoa es persona en portugués, persona es la denominación que se daba a las máscara de los actores romanos. Dice Octavio Paz, en su artículo "El desconocido de sí mismo": Máscara, personaje de ficción, ninguno: Pessoa.
- Ophélia Queiroz, su novia[c] creó un heterónimo para Fernando Pessoa: Ferdinand Personne. En francés, "Ferdinand" es el equivalente a "Fernando", y "Personne" significa "persona" (como pessoa, que es «persona» en portugués) y también significa, como adverbio, «nadie». Es un juego de palabras: Fernando, al haber creado otras personalidades, no habría tenido un yo definido.
- El cantante brasileño Caetano Veloso compuso una canción llamada "Língua" en la que existe un fragmento inspirado en un artículo de Fernando llamado "Mi patria es la lengua portuguesa". El fragmento dice:

A língua é minha Pátria / E eu não tenho Pátria: tenho mátria / Eu quero frátria.
La lengua es mi Patria / Y no tengo patria, tengo matria / Yo quiero fratria.

 El compositor Tom Jobim transformó el poema El Tajo es más bello que el río que corre por mi aldea en música. La cantante Dulce Pontes musicalizó el poema El Infante. El grupo lusitano de Goth Metal Moonspell, musicalizó el poema Opio.También el grupo Secos e Molhados puso música al poema Não, não digas nada («No, no digas nada»). Y la cantautora Liliana Felipe adaptó y musicalizó "Tabaquería". El músico portugués contemporáneo Eurico Carrapatoso compuso en 2018 una pieza para coro mixto a capella a partir del poema Autopsicografía, que fue estrenada por el Coro Ciudad de Tres Cantos ese mismo año.
- El periódico Expresso y la empresa Unisys crearon, en 1987, el Prémio Pessoa, concedido anualmente a la persona o personas, de nacionalidad portuguesa, que se haya distinguido como protagonista en la vida científica, artística o literaria.
- En 2006, la empresa Unicre lanzó una tarjeta de crédito llamada "A palavra" que permite al titular escoger una entre seis frases de Fernando Pessoa o sus heterónimos para grabarla en ella.
- En su álbum "La Residencia de los Dioses", los creadores de Astérix homenajearon a Pessoa haciendo aparecer a un esclavo de origen lusitano que recitaba poesía.

### Nota autobiográfica
Pessoa dejó una nota biográfica, escrita el 30 de marzo de 1935, parcialmente publicada como introducción al poema "À memória do Presidente-Rei Sidónio Pais" (A la memoria del Presidente-Rei Sidónio Pais), editado por la Editorial Império en 1940. Siendo el texto de autoría del propio Pessoa, deberá notarse que constituye una biografía bastante subjetiva e incompleta, hecha de acuerdo con los deseos e interpretaciones de él mismo en ese momento de su vida.

Nombre completo: Fernando António Nogueira Pessoa.
Edad y origen: Nació en Lisboa, parroquia de los Mártires, finca n.º 4 del Largo de S. Carlos (hoy del Directório) el 13 de junio de 1888.
Filiación: Hijo legítimo de Joaquim de Seabra Pessoa y de D. Maria Madalena Pinheiro Nogueira. Nieto paterno del general Joaquim António de Araújo Pessoa, combatiente de las campañas liberales, y de Dña. Dionísia Seabra; nieto materno del Consejero Luís António Nogueira, jurisconsulto y que fue Director General del Ministerio del Reino, y de Dña Madalena Xavier Pinheiro. Ascendencia general: mezcla de hidalgos y judíos.
Estado: Soltero.
Profesión: El nombre correcto sería «traductor», pero es más exacto el de «corresponsal extranjero de casas comerciales». El ser poeta o escritor no constituye una profesión, sino una vocación.
Domicilio: Calle Coelho da Rocha, 16, 1º. Dto. Lisboa. (Dirección Postal - Apartado Postal 147, Lisboa).
Funciones sociales que ha desempeñado: Si por eso se entiende cargos públicos o funciones destacadas, ninguna.
Obras que he publicado: La obra está esencialmente dispersa, por varias revistas y publicaciones ocasionales. Lo que, de libros o folletos, considera como válido, es lo siguiente: «35 Sonnets» (en inglés), 1918; «English Poems I-II» y «English Poems III» (en inglés también), 1922, y el libro «Mensagem», 1934, premiado por el Secretariado de Propaganda Nacional, en la categoría «Poema». El folleto «O Interregno», publicado en 1928, constituyendo una defensa de la Dictadura Militar en Portugal, debe ser considerado como no existente. Habría que revisar todo eso y tal vez repudiar mucho.
Educación: En virtud de, fallecido su padre en 1893, haberse casado su madre, en 1895, en segundas nupcias, con el Comandante João Miguel Rosa, Cónsul de Portugal en Durban, Natal, fue allí educado. Ganó el premio Reina Victoria de estilo inglés en la Universidad del Cabo de Buena Esperanza en 1903, en el examen de admisión, a los 15 años.
Ideología Política: Considera que el sistema monárquico sería el más propio para una nación orgánicamente imperial como es Portugal. Considera, al mismo tiempo, la Monarquía completamente inviable en Portugal. Por eso, de haber un plebiscito entre regímenes, votaría, si bien con pena, por la República. Conservador de estilo inglés, esto es, liberal dentro del conservadurismo, y absolutamente anti-reaccionario.
Posición religiosa: Cristiano gnóstico y por tanto enteramente opuesto a todas las Iglesias organizadas, y sobre todo a la Iglesia de Roma. Fiel, por motivos que más adelante están implícitos, a la Tradición Secreta del Cristianismo, que tiene íntimas relaciones con la Tradición Secreta en Israel (la Santa Kabbalah) y con la esencia oculta de la masonería.
Posición iniciática: Iniciado, por comunicación directa de Maestro a Discípulo, en los tres grados menores de la (aparentemente extinta) Orden Templaria de Portugal.
Posición patriótica: Partidario de un nacionalismo místico, del que sea abolida toda la infiltración católico-romana, creándose, si es posible, un sebastianismo nuevo, que la substituya espiritualmente, si es que en el catolicismo portugués hubo alguna vez espiritualidad. Nacionalista que se guía por este lema: "Todo por la humanidad, nada contra la nación".
Posición social: Anticomunista y antisocialista. Lo demás se deduce de lo expuesto arriba.
Resumen de estas últimas consideraciones: Tener siempre en la memoria al mártir Jacques de Molay, Grado-Maestre de los Templarios, y combatir, siempre y en todo lugar, a los tres asesinos: la Ignorancia, el Fanatismo y la Tiranía.
Lisboa, 30 de marzo de 1935 [en el original 1933, por aparente lapsus] Nota autobiográfica.

## Selección de obras
Prácticamente la totalidad de las obras de Pessoa han sido publicadas de manera póstuma. Esta es una selección de los títulos más significativos:

- O Guardador de Rebanhos (como Alberto Caeiro)
- 35 Sonnets
- Antinous
- Sonnets
- English Poems
- Mensagem
- À Memória do Presidente Rei Sidónio Pais
- Poesias de Fernando Pessoa
- Obras Completas
- Cartas
- Poesias de Álvaro de Campos
- A Nova Poesia Portuguesa
- Poemas de Alberto Caeiro
- Odes de Ricardo Reis
- Páginas de Doutrina Estética
- Poemas Dramáticos
- Quadras Ao Gosto Popular
- Poesias Inéditas
- Páginas de Estética e de Teoria e Crítica Literária
- Páginas Íntimas e de Auto-Interpretacão
- Textos Filosóficos
- Selected Poems from Fernando Pessoa, by Jonathan Griffin
- Novas Poesias Inéditas
- Cartas de Amor de Fernando Pessoa
- Sobre Portugal
- Libro del desasosiego
- O Banqueiro Anarquista (El banquero anarquista)
- Ficções do Interlúdio (con Mário de Sá-Carneiro)

## Algunas traducciones españolas
- Poemas de Alberto Caeiro, Selección, traducción y prólogo de Ángel Crespo, Madrid, Rialp (Colección Adonais), 1957.
- Antología. Selección, traducción y prólogo de Octavio Paz. México, UNAM, 1962.
- Oda marítima. Versión castellana de Francisco Cervantes. México, Ecuador Oº O' O", 1963.
- Poemas de Alberto Caeiro. Versión e introducción de Pablo del Barco. Madrid, "Visor", Alberto Corazón editor, 1980.
- Antología poética. El poeta es un fingidor. Edición y traducción Ángel Crespo. Madrid, Espasa Calpe, "colección Austral",1982.
- Libro del desasosiego, traducción, introducción y notas de Ángel Crespo, Barcelona, Seix Barral, 1984, 2008.
- Cartas de amor a Ofelia, Traducción, introducción y notas de Ángel Crespo, Barcelona, Ediciones B, 1988.
- Fausto, tragedia subjetiva, Traducción y prólogo, Ángel Crespo, Madrid, Tecnos, 1989.
- Noventa poemas últimos (1930-1935). Selección y traducción de Ángel Crespo. Edición bilingüe. Madrid, Hiperión,1993, 2010.
- Odas de Ricardo Reis. Versión de Ángel Campos Pámpano. Valencia, Pre-textos, 1995.
- Mensaje. Mensagem. Introducción de Eduardo Lourenço. Traducción de Jesús Munárriz. Edición bilingüe. Madrid, Hiperión, 1997, 2010. ISBN 978-84-7517-518-8.
- Poemas de Álvaro de Campos. Traducción, introducción y notas de Adolfo Montejo Navas. Edición bilingüe. Madrid, Ediciones Hiperión, 1998. 3 volúmenes: I Arco de triunfo. II Tabaquería y otros poemas con fecha. III No, no es cansancio y otros poemas sin fecha.
- Un corazón de nadie. Antología poética (1913-1935). Edición bilingüe de Ángel Campos Pámpano. Barcelona, Círculo de lectores, 2001.
- Libro del desasosiego. Traducción de Perfecto E. Cuadrado. Barcelona, Acantilado, 2002. ISBN 978-84-95359-98-8. Nueva edición corregida y ampliada de Richard Zenith: Barcelona, Acantilado, 2013. ISBN 978-84-15-68948-5. Existe otra traducción de Santiago Kovadloff.
- El banquero anarquista. Valencia, Pre-textos, 2002. ISBN 978-84-8191-370-5
- La hora del diablo. Traducción de Roser Vilagrassa. Barcelona, Acantilado, 2003. ISBN 978-84-96136-17-5.
- Crítica: ensayos, artículos y entrevistas. Traducción de Roser Vilagrassa. Barcelona, Acantilado, 2003. ISBN 978-84-96136-26-7.
- La educación del estoico. Traducción de Roser Vilagrassa. Barcelona, Acantilado, 2005. ISBN 978-84-96489-12-7.
- El regreso de los dioses. Edición y traducción de Ángel Crespo. Barcelona, Acantilado, 2006. ISBN: 978-84-96489-50-9.
- Cantares (Quadras). Versión española de Jesús Munárriz. Edición bilingüe. Madrid, Hiperión, 2006, 2010. ISBN: 978-84-7517-882-0.
- Aforismos. Prólogo, selección y traducción de José Luis García Martín. Sevilla, Renacimiento, colección A la Mínima, 2012. ISBN: 978-84-8472-679-1.
- Escritos sobre genio y locura. Edición, introducción y traducción de Jerónimo Pizarro. Barcelona, Acantilado, 2013. ISBN: 978-84-15-68960-7.
- 35 sonetos. Traducción del inglés al español y prólogo de Esteban Torre. Sevilla, Renacimiento, colección El Clavo Ardiendo, 2013. ISBN: 978-84-8472-757-6.
- Antología mínima. Los futuros de Fernando Pessoa. Traducciones de Jorge Wiesse y Jerónimo Pizarro Jaramillo. Lima, Universidad del Pacífico, 2013. ISBN: 978-9972-57-265-4.
- 35 Sonnets, 35 sonetos. Traducción del inglés al español y posfacio de Jorge Wiesse, prólogo de Jerónimo Pizarro Jaramillo. Lima, Trashumantes, 2014. ISBN: 978-612-46355-4-0.
- Quaresma, descifrador. Edición e introducción de Ana Maria Freitas. Traducción de Roser Vilagrassa. Barcelona, Acantilado, 2014. ISBN: 978-84-16011-19-3.
- Poesía de Alberto Caeiro. Traducción de Teresa Arijón y Bárbara Belloc. Buenos Aires, El Cuenco de Plata, 2015. ISBN: 978-987-3743-28-3.
- Argumentos para películas, Traducción: Guillermo López Gallego, Madrid, 2017, La Umbría y la Solana. ISBN: 978-84-946988-3-5
- Sobre el fascismo, la Dictadura militar y Salazar, Traducción: Antonio Jiménez Morato, Madrid, 2018, La Umbría y la Solana. ISBN: 978-84-946988-9-7.
- El guardador de rebaños. Edición bilingüe del libro atribuido a Alberto Caeiro. Traducción de Juan Carlos Villavicencio, con prólogo de Diago Alfaro Palma y epílogo de Rebeca Errázuriz. Descontexto Editores, Santiago de Chile, 2018. ISBN: 978-956-9438-21-9.
- El camino de la serpiente. Escritos ocultistas. Traducción, prólogo y notas de David Francisco. Pregunta Ediciones, Zaragoza, 2021. ISBN: 978-84-17532-66-6.

### En español
- Selección de textos y fotografías.
- Análisis de su obra, con lista completa de heterónimos.
- Ensayo Pessoa
- Fernando Pessoa - El banquero anarquista
- Fernando Pessoa - Texto O marinherio
- Las ideas económicas de Pessoa en su obra literaria
- Poemas
- "Los aforismos de la obra de Fernando Pessoa en la cultura popular actual."

### En portugués
- Casa Fernando Pessoa (Ayuntamiento de Lisboa) Archivado el 22 de febrero de 2018 en Wayback Machine.
- Espólio de Fernando Pessoa Digitalizado (Biblioteca Nacional de Portugal)
- Biblioteca personal de Fernando Pessoa Digitalizada (Casa Fernando Pessoa) Archivado el 25 de octubre de 2010 en Wayback Machine.
- Fernando Pessoa (Vidas Lusófonas)
- Um Fernando Pessoa)
- Hipermedia Pessoano (Universidad Fernando Pessoa, Porto)
- Fernando Pessoa (TriploV)
- Pessoa Revisitado (Brasil)
- Fernando Pessoa - Obra Poética (Brasil) Archivado el 24 de marzo de 2009 en Wayback Machine.
- Fernando Pessoa en YouTube

- Datos: Q173481
- Multimedia: Fernando Pessoa / Q173481
- Citas célebres: Fernando Pessoa
- Textos: Autor:Fernando Pessoa